# Raketové palivo

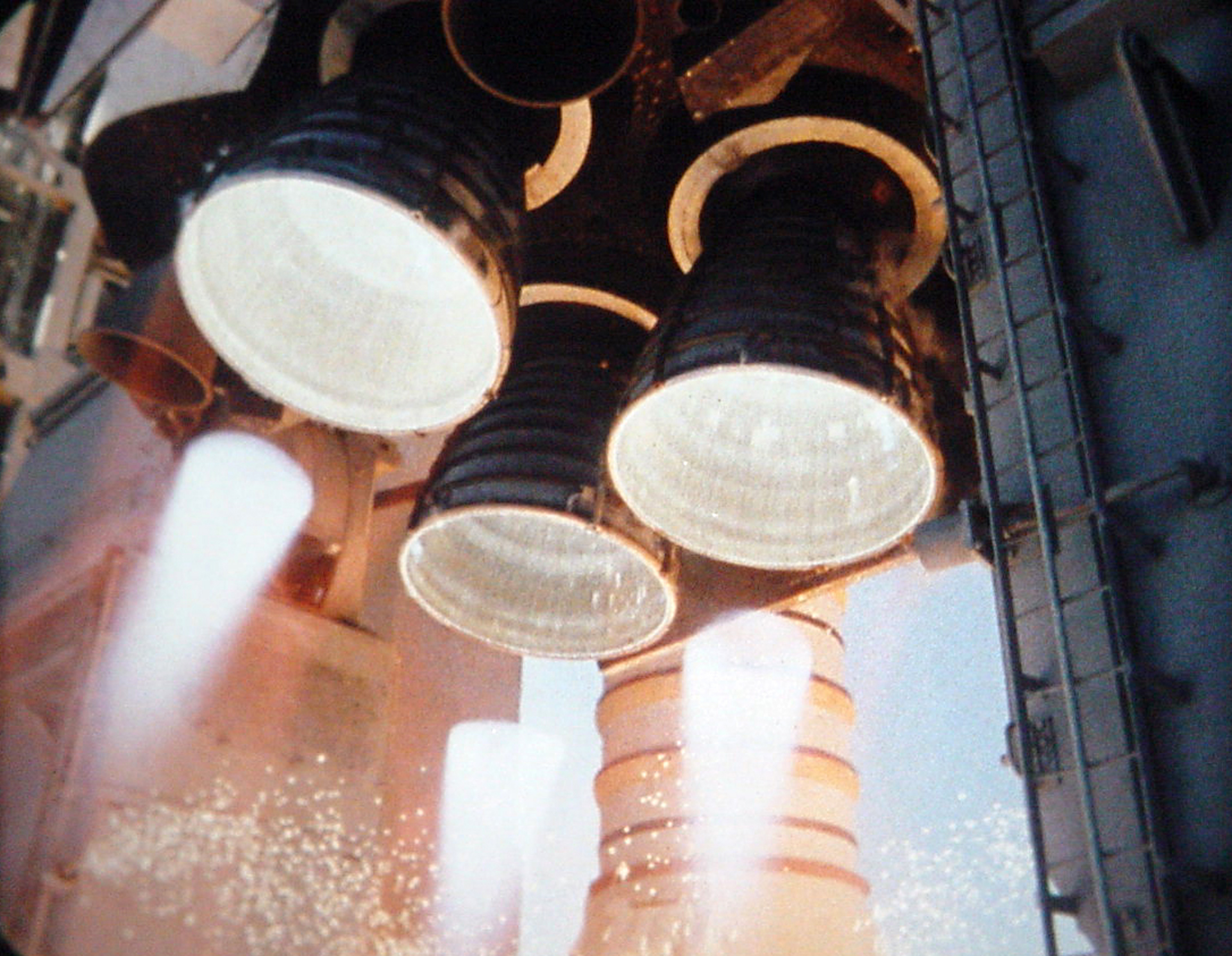
Trysky kyslíkovodíkových motorů družicového stupně raketoplánu Atlantis.

Raketové palivo je pracovní látka a směs, která proudí z raketového motoru a na principu akce a reakce a zákona zachování hybnosti předává raketě pohybovou energii.
Nemusí se jednat pouze o látky, které spolu chemicky reagují při exotermické reakci a dochází tak k jejich rozpínání. Může se jednat i o chemicky neutrální látky, které jsou nějakým způsobem urychlované. Raketové pohonné látky proto rozdělujeme podle toho, jakým způsobem získávají pohybovou energii:
- chemické pohonné látky: nejběžnější pohonné látky, značně efektivní, ale vyžadují složité konstrukce motorů
- adiabatické pohonné látky: nejjednodušší konstrukce, ale neefektivní
- plazmové pohonné látky: vysoce efektivní, ale náročné na konstrukce a provoz

Důležitými vlastnostmi těchto látek je jejich specifický impuls, hustota, skladovatelnost, stupeň nebezpečnosti a agresivita vůči nádrži, v níž se nachází, a vůči ostatním zařízením motoru.

## Chemické pohonné látky
V raketách se používá množství druhů chemických pohonných látek, které jsou rozdělené do více kategorií a podle kombinace těchto pohonných látek potom rozeznáváme několik druhů raketových pohonů. Chemické pohonné látky se většinou skládají z okysličovadla a paliva. Při chemické reakci zvané hoření, se uvolňuje značné množství energie, které se v trysce raketového motoru mění na pohybovou energii vytékajících zplodin. Hypergolické palivo je látka, která samovolně reaguje s oxidačním činidlem. Příkladem je anilin nebo hydrazin v reakci s oxidem dusičitým nebo dýmavou kyselinou dusičnou.
Základní rozdělení chemických pohonných látek je podle jejich skupenství:
- tuhé pohonné látky
- hybridní pohonné látky
- tekuté pohonné látky

### Tuhé pohonné látky
Tuhé pohonné látky bývají z větší části jednosložkové (okysličovadlo je obsažené už v pohonné látce). Podle tvaru a velikosti zrn je možno "nastavit" hoření podle požadavků. Jejich výhodou je snadná skladovatelnost, i když se musí udržet vždy určité podmínky.
Lze je rozdělit na dvě skupiny:
- homogenní pohonné látky – obsahují pouze palivo a okysličovadlo
- heterogenní pohonné látky (kompozity) – obsahují navíc další látky, např. katalyzátor

Tuhé pohonné hmoty se používají například ve startovacích motorech raketoplánů Solid Rocket Booster.

### Hybridní pohonné látky

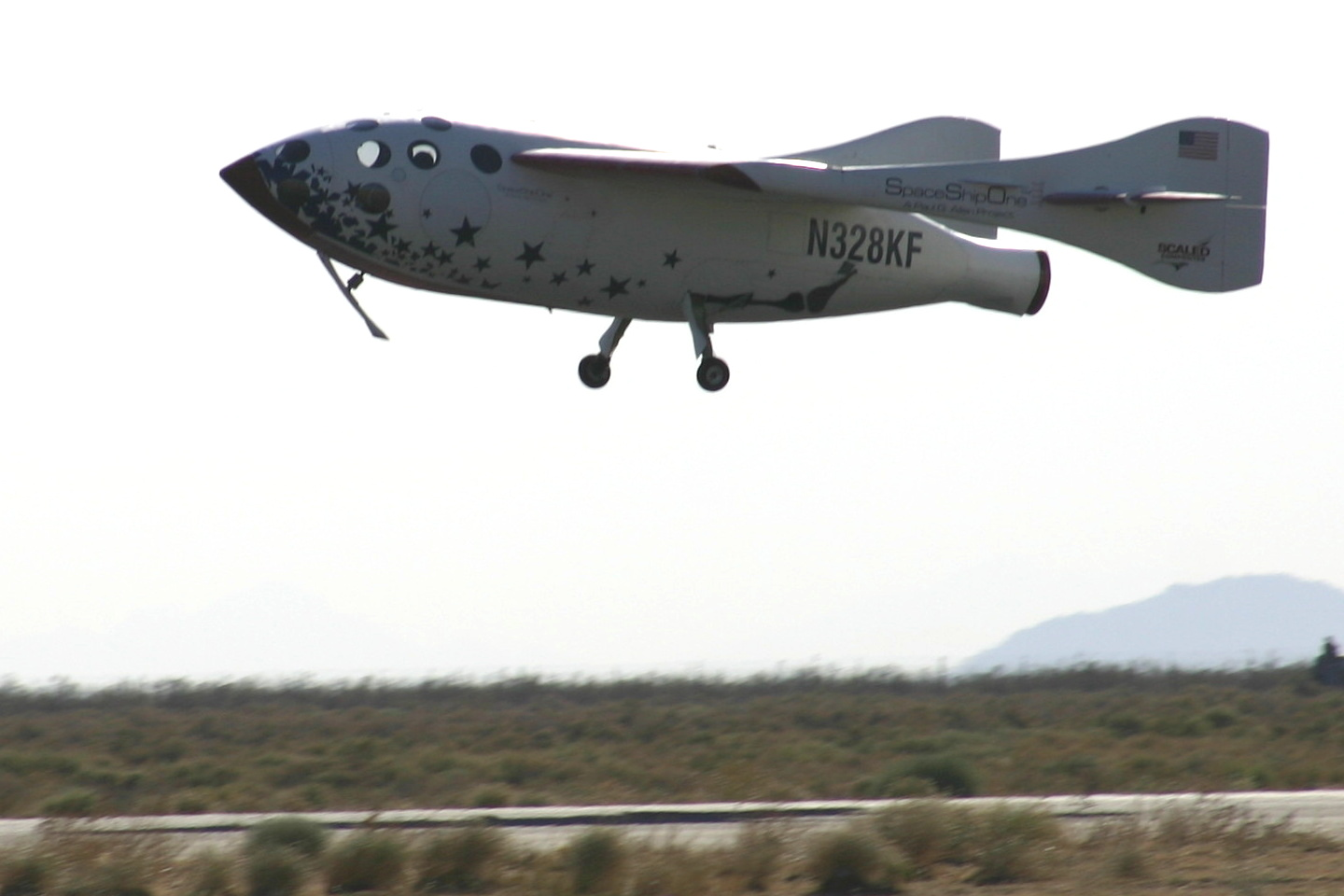
SpaceShipOne používá raketový motor na hybridní pohonné látky.

U hybridních pohonných látek je jedna složka v tekutém stavu a druhá v pevném. Takové pohonné látky mají jisté výhody proti klasickým tuhým palivům a to hlavně možnost přerušení činnosti motoru, která u čistě tuhých látek chybí.

### Kapalné pohonné látky
Jejich nevýhodou je skladování, kdy musíme zajistit, aby nezmrzly anebo naopak se neodpařovaly. Podle skladovatelnosti je dělíme na:
- dlouhodobě skladovatelné
- kryogenické - neskladovatelné

Dlouhodobě skladovatelné pohonné látky mají několik nevýhod. Z větší části jde o toxické látky, které hoří samovolně už při samotném styku paliva a okysličovadla (hypergolická paliva). Také mají menší specifický impuls než kryogenní pohonné látky.
Pro případ poruchy se u raket s tímto palivem používá ještě nultý startovací stupeň, který nejprve dopraví celý nosič do bezpečné výšky a až tam dochází k zážehu motorů prvního stupně (raketa Titan) . Na rozdíl od kryogenických motorů jsou motory na hypergolická paliva jednodušší, protože doprava pohonných hmot do spalovací komory se děje přetlakem inertního plynu v nádržích. Kromě toho mají i vyšší spolehlivost. Některé z těchto látek jsou používané jako jednosložkové pohonné látky (hydrazin).
Jako kryogenní pohonné látky se nejčastěji používá vodík a kyslík. Jde o běžně dostupné látky, které ale pro potřeby raketové techniky nejsou v normálním stavu použitelné. Jejich hoření totiž probíhá za značně vysokých teplot a tlaků, a pro jejich dopravu do spalovací komory nestačí jen přetlak v nádržích. Proto se zkapalňují, což ale přináší snížení jejich teploty hluboko pod bod mrazu (při normálním atmosférickém tlaku) . Odtud pochází i jejich název kryogenické. Pro jejich dopravu do spalovací komory se pak používají velmi výkonná turbočerpadla.
Vznikly i hybridní kryogenní pohony, které používají tekutý kyslík a ropné produkty.

### Seznam chemických paliv
- Petrolej (RP-1)
- Etanol
- Hydrazin (čistý nebo ve směsi s dimethylhydrazinem - Aerozine 50)
- Vodík
- Asymetrický dimethylhydrazin (UDMH)
- Metan

### Seznam chemických okysličovadel
- Kyslík (LOX)
- Oxid dusný (hybridní motory)
- Oxid dusičitý
- Kyselina dusičná

### Seznam chemických raketových motorů
- F 1 - USA - LOX/RP 1
- SSME - USA - LOX/LH2
- J 2X - USA - LOX/LH2
- RL 10A - USA - LOX/LH2
- RS 68 - USA - LOX/LH2
- RD 191 - Rusko - LOX/RP 1
- RD 180 - Rusko - LOX/RP 1
- RD 17x - Rusko - LOX/RP 1
- RS 27 - USA - LOX/RP1
- AJ 10 - USA - N2O4/Areozine 50
- LR 87 - USA - N2O4/Areozine 50
- LR 91 - USA - N2O4/Areozine 50
- Vulcain - ESA - LOX/LH2
- Vinci - ESA - LOX/LH2
- RL 60 - USA - LOX/LH2
- Viking - ESA - N2O4/UDMH
- Kestrel - SpaceX - LOX/RP 1
- Merlin - SpaceX - LOX/RP 1
- RD 58 - Rusko - LOX/RP 1
- NK 33 - Rusko - LOX/RP 1
- HM7B - ESA - LOX/LH2
- H 1 - USA - LOX/RP 1
- RD 253 - Rusko - N2O4/UDMH
- RD 0210 - Rusko - N2O4/UDMH
- RD 0212 - Rusko - N2O4/UDMH
- S5.98M - Rusko - N2O4/UDMH
- RD 1X7 - Rusko - LOX/RP 1
- RD 1X8 - Rusko - LOX/RP 1

## Adiabatické pohonné látky
Tato kategorie pohonných látek je nejprimitivnější. Jsou to v podstatě stlačené plyny a nebo generované plyny (například vodní pára generovaná varem vody), které po otevření přívodního ventilu expandují do volného prostoru. V tomto případě probíhá adiabatický děj, při kterém se snižuje tlak plynu v zásobníku až na tlak vnějšího prostoru a plyn zabírá pokaždé větší objem, ale mimo zásobník plynu.
Připomíná to klasické chemické raketové pohony, ale mezi oběma skupinami pohonných látek jsou rozdíly. Při chemickém pohonu dochází k zisku energie prostřednictvím chemické reakce. U adiabatických pohonných látek dochází jen k přeměně vnitřní energie plynu uzavřeného pod tlakem v zásobníku na pohybovou.
Tyto pohonné látky nemají praktický význam, pouze pro ukázkové účely ve školách ("raketový balon"), kde by hydrazinový motor udělal velké škody.

## Plazmové pohonné látky
I když by se zdálo, že mezi iontovými a jadernými pohonnými látkami je velký rozdíl, není tomu tak. Přestože způsob generování energie k uvedení pracovní látky do plazmatického stavu je jiný, v obou případech by mělo jít o lehké a nejlépe inertní plyny. Čím je plyn lehčí tím vyšší efektivity motor může dosáhnout.

### Pohonné látky pro iontové raketové motory
V současnosti se používá výlučně xenon a to bez ohledu na konstrukci motoru. Kromě xenonu je možné použít i neon, ale jeho využití, kvůli technickým problémům motorů využívajících tento plyn, je zatím sporné.
Plazma se získává ionizací plynu, který je následně směrován a urychlován soustavou elektrod a magnetů, podobně jako elektrony v trubicích klasické obrazovky. Na rozdíl od obrazovek je pracovní plazmatický plyn vyvrhovaný do prostoru a tím je získávána pohybová energie.

### Pohonné látky pro jaderné raketové motory

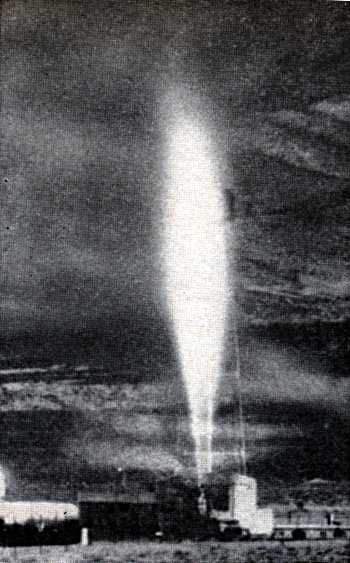
Test jaderného raketového motoru během projektu NERVA.

Vzhledem k tomu, že vývoj těchto motorů byl (po)zastaven (např. projekt NERVA), je těžké polemizovat jaké pohonné látky by se měly používat. Jsou navrženy motory používající vodu a nebo čistý vodík. Jaderné motory pracují na principu odvodu tepla z jádra u klasického jaderného reaktoru) a jeho přenosem na pohonnou látku (ta přejde do plazmatického stavu) a nebo na principu generování plazmatické pohonné látky ve speciálním reaktoru.

## Raketové palivo budoucnosti

### Termonukleární fúze
Jednou z možností pohonu raket je termonukleární fúze. Experimentuje se s laserovým impulsem, kdy je ve spalovací komoře laserovým pulsem zahřáto malé množství 3He na teplotu potřebnou ke spuštění termonukleární fúze. Vysokoenergetické částice produkované při této reakci by procházely tryskou tvořenou magnetickým polem a dodaly by raketě potřebnou pohybovou energii. Pokud by k z zapálení fúze docházelo rychle za sebou, vedlo by to takřka ke spojitému proudu částic z trysky a spojitému pohonu.

### Anihilace
Pohon by byl založen na reakci hmoty a antihmoty, při které se uvolňuje obrovské množství energie ve formě záření gama. To by opouštělo spalovací komoru tryskou.
Největším problémem tohoto pohonu je v současné době výroba a skladování antihmoty. Pro let k Marsu tam a zpět by ale stačilo pouze asi 0,1 gramů antihmoty.